# Balting
Balting (nep. वाल्टिङ) – gaun wikas samiti w środkowej części Nepalu w strefie Bagmati w dystrykcie Kavrepalanchok. Według nepalskiego spisu powszechnego z 2001 roku liczył on 467 gospodarstw domowych i 2592 mieszkańców (1330 kobiet i 1262 mężczyzn).